# О’Нилл, Роуз
Роуз Сесил О’Нилл (англ. Rose Cecil O'Neill;25 июня 1874[…], Уилкс-Барре, Пенсильвания, США — 6 апреля 1944[…], Спрингфилд, Миссури, США) — американская писательница, иллюстратор и карикатурист. Наиболее известна как создательница куклы Кьюпи, возможно, самого широко известного персонажа в американской культуре до Микки Мауса.

## Биография
Родилась 25 июня 1874 года в городе Уилкс-Барре в штате Пенсильвания. Дочь продавца книг Уильяма Патрика (William Patrick), ирландского иммигранта и домохозяйки Мими О’Нилл (Alice Asenath "Meemie" Smith O'Neill). Была старшим ребёнком, имела две младших сестры (Ли и Каллиста) и трёх младших братьев (Хью, Джеймс и Кларенс).
Выросла в сельской местности штата Небраска.
О’Нилл посещала школу монастыря Святого Сердца в Омахе. Среднюю школу не окончила, работала с 13 лет.
С детства проявила интерес и способности к рисованию. В 13 лет выиграла конкурс детского рисунка, устроенный газетой Omaha Herald («Омаха Геральд»). Это позволило ей получить работу иллюстратора для местных периодических изданий в Омахе: Excelsior, The Great Divide и других. Доход позволил О’Нилл содержать семью.
В возрасте 19 лет, в 1893 году переехала в Нью-Йорк. Она смогла продать свои рисунки издательствам и получить заказы на новые.
Первоначально издатели поощряли её скрывать пол от публики. Но комикс «первой женщины-карикатуриста Америки» под названием «Звонок старого подписчика» (The Old Subscriber Calls) был опубликован в номере журнала Truth от 19 сентября 1896 года.

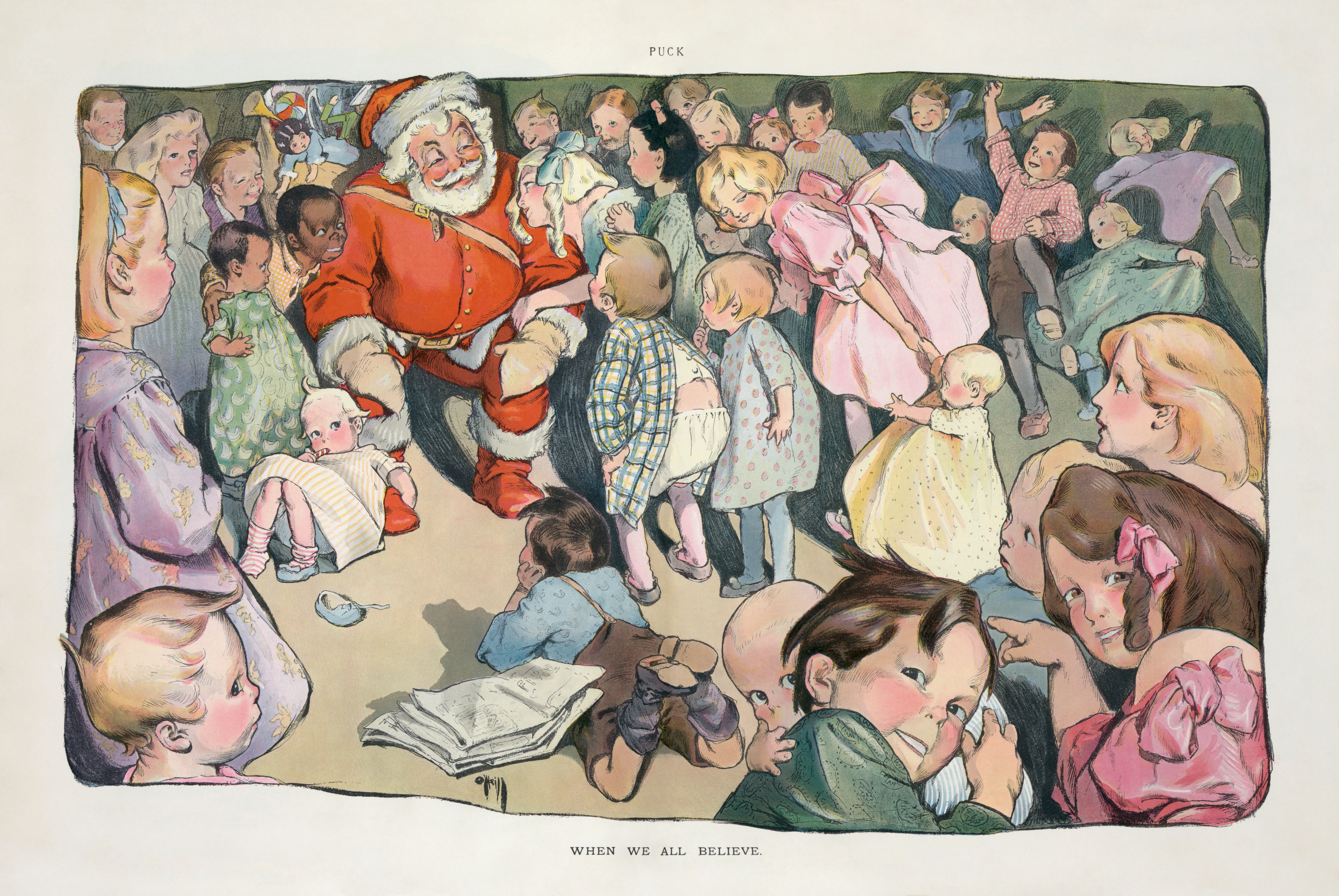
«Когда мы все верим» — хромолитография Роуз О’Нилл из журнала Puck за 2 декабря 1903 года, изображающая детей, собравшихся вокруг Санта-Клауса

О’Нилл добилась значительного успеха присоединившись к сатирическому журналу Puck, где была единственной женщиной в команде.
Рисовала рекламу для Jell-O, Procter & Gamble (в частности, стирального порошка Oxydol), Colgate-Palmolive, Edison Phonograph, железной дороги «Рок-Айленд» и других компаний, иллюстрировала журналы Harper’s, Harper’s Bazaar, Twentieth Century Home, Frank Leslie's, Life и Cosmopolitan. Её работы публиковало более 50 журналов, её иллюстрации появлялись на обложках более 60 изданий.
В 1893 году семья Роуз О’Нилл перебралась в усадьбу на плато Озарк в округе Тейни в штате Миссури. В 1894 году, посетив усадьбу, Роуз О’Нилл назвала её Боннибрук (Bonniebrook).
Во время поездки по Европе в 1905—1906 годах О’Нилл нашла поддержку в своей деятельности, результатом которой стала выставка в Париже в 1906 году и принятие её в Национальное общество изобразительных искусств в 1906 году.
В 1909 году в рождественском выпуске журнала Ladies' Home Journal опубликовала комикс о похождениях малыша Кьюпи (англ. Kewpie — уменьшительное от Cupid — Купидон). О’Нилл публиковала комиксы о Кьюпи в крупных женских журналах, таких как Woman's Home Companion, Good Housekeeping и The Delineator на протяжении 25 лет. В 1930-е годы выпускался сериал комиксов о Кьюпи. Обаятельный малыш стал основой серии большеголовых кукол с огромными глазами — кьюпи, выпускавшихся с 1912 года эксклюзивно нью-йоркской компанией по продаже игрушек Geo. Borgfeldt & Co. («Джордж Боргфелдт и Компании»). Первоначально это была бумажная кукла, затем бисквитная и, наконец, композитная кукла из целлулоида. Производителем бисквитных кукол была первоначально компания Иоганна Даниеля Кестнера (Johann Daniel Kestner) в Вальтерсхаузене в Германии. Вскоре к производству подключились ещё 20 фабрик игрушек, чтобы удовлетворить спрос. Куклы пользовались огромной популярностью в начале XX века. Выпускалось множество побочных товаров: посуда, обои, чашки, мыло, ткани, настенные таблички, чернильницы, подносы и формы для мороженого, поздравительные открытки, книжки для вырезания, дверные молотки, рамки для фотографий, кольца, часы, серебряные солонки и перечницы, наклейки, канцтовары и ряд книжек. Кукла кьюпи стала логотипом японского майонеза кьюпи, производство которого начал Тоитиро Накадзима (1883—1973) в 1925 году.

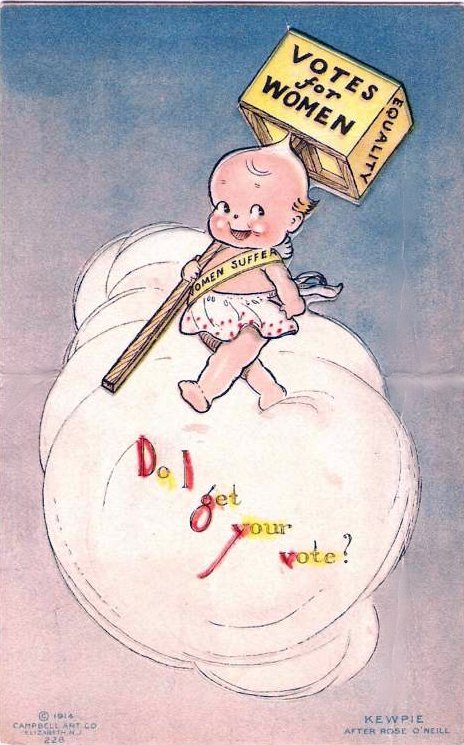
Почтовая открытка с изображением Кьюпи и рекламы движения суфражисток, 1914 год

На пике популярности Кьюпи О’Нилл была самой высокооплачиваемой женщиной-иллюстратором в мире. Её доход в 1914 году составил 1,4 млн долларов. Она приобрела ряд недвижимости, в том числе квартиру в Нью-Йорке, дом в штате Коннектикут и виллу «Нарцисс» на острове Капри в Италии, которая досталась ей от художника Чарльза Кэрила Коулмена (1840—1928) после его смерти.
С 1921 по 1926 год жила в Париже. Училась скульптуре у Огюста Родена. Провела несколько выставок скульптур и живописи в галерее Девамбез (Devambez) в Париже в 1921 году и в галерее Вильденштейн в Нью-Йорке в 1922 году.
Принимала активное участие в движении суфражисток. В 2019 году внесена в Национальный зал славы женщин.
К концу жизни потеряла состояние из-за роскошной жизни и чрезвычайной щедрости.
Написала четыре романов и сборник стихов. Первый роман — The Loves of Edwy опубликовала в 1904 году.
6 апреля 1944 года О’Нилл умерла от сердечной недостаточности в доме племянника в Спрингфилде в штате Миссури. Похоронена на семейном кладбище в усадьбе Боннибрук.
Усадьба Боннибрук была внесена в Национальный реестр исторических мест США в 1997 году. Работает музей, галерея, воссоздан усадебный дом, полностью сгоревший при пожаре в 1947 году.
В 1997 году Мириам Форман-Брунелл (Miriam Forman-Brunell), ассоциированный профессор истории Миссурийского университета в Канзас-Сити опубликовала книгу «История Роуз О’Нилл: автобиография» (The Story of Rose O'Neill: An Autobiography).
В 1999 году Роуз О’Нилл введена в Зал славы нью-йоркского Общества иллюстраторов.

## Личная жизнь
В 1896 году О’Нилл вышла замуж за Грея Лэтэма (Gray Latham), с которым познакомилась в Омахе в 1892 году. В 1901 году О’Нилл развелась с мужем.
В 1902 году вышла замуж за Гарри Леона Уилсона (1867—1939), с которым работала в Puck. После медового месяца в Колорадо, супруги жили в усадьбе Боннибрук. Уилсон стал писателем. О’Нилл была иллюстратором нескольких его книг. Круг друзей писателя повлиял на идеи и творчество О’Нилл. Чёрно-белый питбуль Уилсона стал персонажем комиксов О’Нилл и куклой Kewpie Doodle Dog. Они развелись в 1907 году. Бестселлер Уилсона «Рагглз из Ред-Гэп» (Ruggles of Red Gap, 1915) был экранизирован в 1935 году режиссёром Лео Маккэри.
Детей не имела.